# Pentodon bidens punctatus
Pentodon bidens punctatus (Villers, 1789) è un coleottero, appartenente alla famiglia dei Dinastini e sottospecie di Pentodon bidens.

## Descrizione e abitudini
Come tutti i pentodontini non presenta un grande dimorfismo sessuale in quanto sia i maschi che le femmine sono sprovvisti di corna.
È di colore nero sia la parte superiore che quella inferiore del corpo, con la differenza che la prima è leggermente opaca, mentre la seconda è più brillante. La particolarità di questo insetto, che permette di distinguerlo dal Pentodon bidens, sono il pronoto scolpito da decine di piccole nicchie, e le elitre che presentano dei solchi, che si estendono lungo la lunghezza di esse, e dei puntini (da cui "Punctatus")
Questo scarabeo è reperibile sia di giorno che di notte, con la differenza che nelle ore notturne vola ed è facilmente attratto dalle luci artificiali. Raramente vola di giorno.

## Riproduzione e ciclo vitale

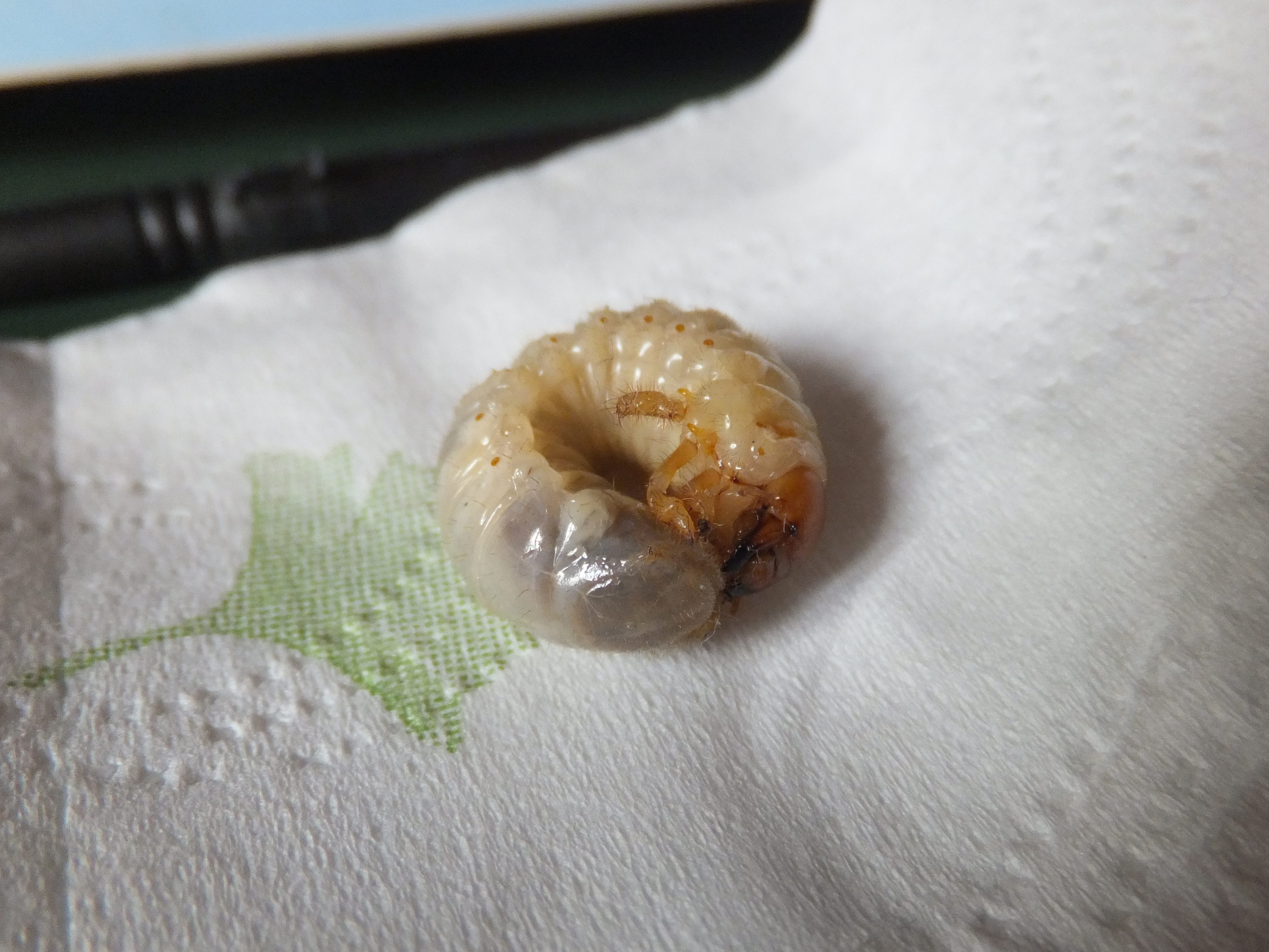
Larva

### Accoppiamento
I maschi di questa specie non lottano per la femmina perché sono sprovvisti di corna. L'accoppiamento avviene solitamente a livello del terreno e può durare da 15 minuti fino a mezz'ora. Dopo di esso la femmina scava un buco nel terreno dove depone circa 20 uova.

### Larva
Le uova si schiudono dopo 15 giorni ed escono le larve che si nutriranno di radici per un anno e mezzo circa. Esse sono della tipica forma a "C" con testa e zampe chitinose e di color arancione. Lo sviluppo delle larve si può distinguere fondamentalmente in tre fasi:
- L1: la larva è appena uscita dall'uovo ed è lunga pochi millimetri;
- L2: sono passati circa 5 mesi dalla schiusa e la larva ha raggiunto i 2 cm;
- L3: è l'ultima fase dello sviluppo della larva che avviene dopo i nove mesi dalla schiusa, ora la larva è lunga quasi 5 cm.

Alla fine dello stadio L3 la larva crea un bozzolo nel terreno, composto da terriccio e dagli escrementi dell'insetto, dove si trasformerà in pupa.

### Adulto
Nel maggio successivo gli adulti escono per dare il via ad un nuovo ciclo. Vivranno fino a settembre e, a differenza degli altri dinastini, durante il periodo di vita adulta si nutrono di fili d'erba. È possibile trovare questo insetto sia di giorno che di notte però, se nelle ore diurne tende per lo più a muoversi tra l'erba, di notte invece vola perché, grazie al suo colore nero, è difficile da vedere e quindi ha meno probabilità di essere catturato da predatori volatili, come civette, averle  o Falco tinnunculus

## Distribuzione
Il pentodon punctatus vive in Sud Europa e nel vicino Oriente.

## Danni a coltivazioni
Essendo prettamente fitofago può arrecare danni a coltivazioni importanti come quelle di vitis vinifera, carciofo e Nicotiana tabacum